# Erik Anker
Erik Anker   (Halden, 15 d'octubre de 1903 - Halden, 15 d'agost de 1994) va ser un regatista noruec que va competir durant la dècada de 1920. Era fill del també regatista Johan Anker, germà de Christian August Anker i fillastre de Nini Roll Anker. Es va casar amb Eva Esther Laurell.
Membre del Kongelig Norsk Seilforening, el 1928 va prendre part en els Jocs Olímpics d'Amsterdam, on va guanyar la medalla d'or en la regata de 6 metres del programa de vela, a bord del Norna, junt a Olaf de Noruega, Johan Anker i Håkon Bryhn. Entre 1949 i 1951 va presidir el Kongelig Norsk Seilforening, i el 1977 es va convertir en membre honorari. També va ser membre de la junta de la Federació Escandinava de Vela.
Va acabar els estudis secundaris el 1922. Fins al 1924 va estudiar a l'escola de negocis de Neuchâtel i el 1924 i 1925 ho va fer a l'Institut d'Estudis Polítics de París. De 1924 a 1929 va treballar com a comptable i venedor a l'Agence des Pays du Nord de París, i després, mentre també estudiava química a Brussel·les va ser director de la Societé Belge du Titane de 1929 a 1935. El 1935 va tornar a Noruega com a director d'exportacions a Norsk Aluminium Co.
El 1937 va esdevenir director de Titan Co a Fredrikstad, ciutat on va presidir diversos consells municipals de comerç entre 1945 i 1956. També va ser vicecònsol de Bèlgica al comtat d'Østfold de 1949 a 1959. Durant l'ocupació de Noruega per l'Alemanya nazi va fugir a Suècia i va treballar a l'oficina de la indústria de la legació noruega a Estocolm de 1944 a 1945. Va ser condecorat amb la Medalla de la Defensa 1940-1945